# 王概

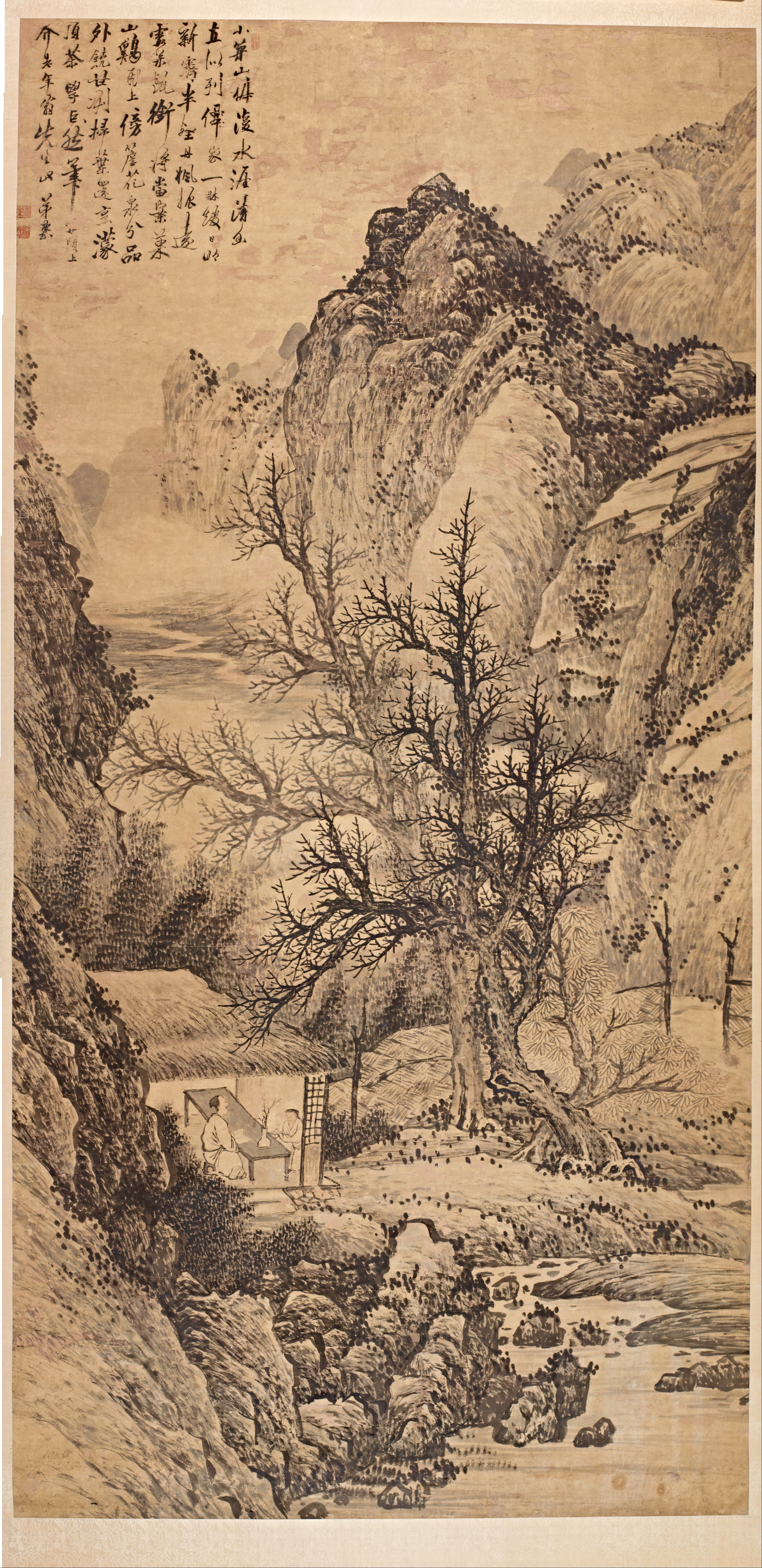
王概仿巨然山水图（美国斯坦福大学康托艺术中心藏）

王概（？—？），最初名匄（改、丐），字东郭，又字安节，浙江秀水（今嘉兴）人。

## 生平
王概一直以来居住于江宁（今江苏南京）。
曾应李渔之婿沈因伯之请，与其兄王蓍，其弟王臬在沈因伯保存的明末画家李流芳原有四十三幅画稿的基础上，补绘完成《芥子园画传》，后经李渔的帮助，刻印出版。著有《山飛泉立堂文稿》等。

## 外部連結
- 《芥子园画传》的印刷 （页面存档备份，存于）
- 王　概[永久]